# Trusnov
Obec Trusnov (německy Trusnau) se nachází v okrese Pardubice, kraj Pardubický. Žije zde 221 obyvatel.

## Historie
První písemná zmínka o obci pochází z roku 1407.

## Pamětihodnosti
- Přírodní památka Stráň u Trusnova, severovýchodní úbočí vrchu Borek (258 m n. m.)
- Dub v Trusnově, památný dub letní na hrázi rybníka Lodrant (50°0′33″ s. š., 16°2′8″ v. d.)

## Části obce
- Trusnov
- Franclina
- Opočno
- Žíka